# Chesău, Cluj
Chesău (în maghiară Mezőkeszü) este un sat în comuna Mociu din județul Cluj, Transilvania, România.

## Istoric
Localitatea apare atestată pentru prima oară în 1312 ca și via a Polotka tendit versus silvam Kezw, iar ulterior în 1332 (sacerdos de Kezev), 1333 (sacerdos de Kezy), 1334 (sacerdos de Kesev (Gesev)),1335 (sacerdos de Kezu), 1362 (poss. Kezu), 1430-1489 (Kezew). În 1362 satul apare menționat ca și moșie a familiei Wass de Țaga.

## Demografie
De-a lungul timpului populația localității a evoluat astfel:

## Lăcașuri de cult
- Biserica Reformat-Calvină, un valoros monument datând din sec.XV-XVI, cu arhitectură gotică (navă și absidă poligonală) și ancadramente de stil Renaștere (portal datat 1521, cu decor de vrejuri vegetale și capete de îngerași). Monumentul păstrează fragmente de pictură murală pe plafon și mobilier pictat datând din secolul al XVIII-lea. Clopotnita de lemn datează din 1772.
- Biserica din lemn „Sf. Arhangheli Mihail și Gavril" (sec.XVIII), cu picturi interioare din anul 1817.

## Imagini

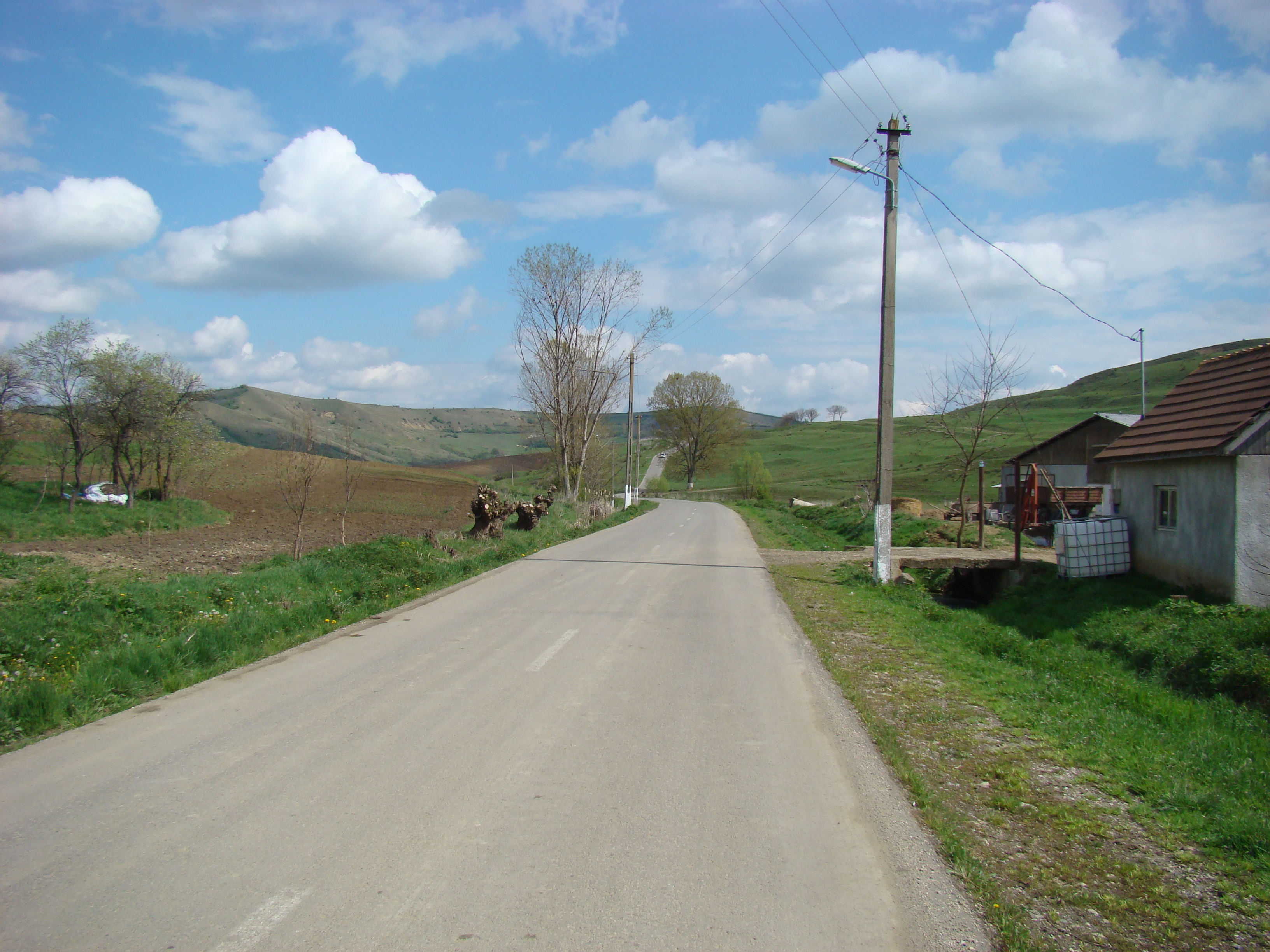
Drumul Mociu-Chesău
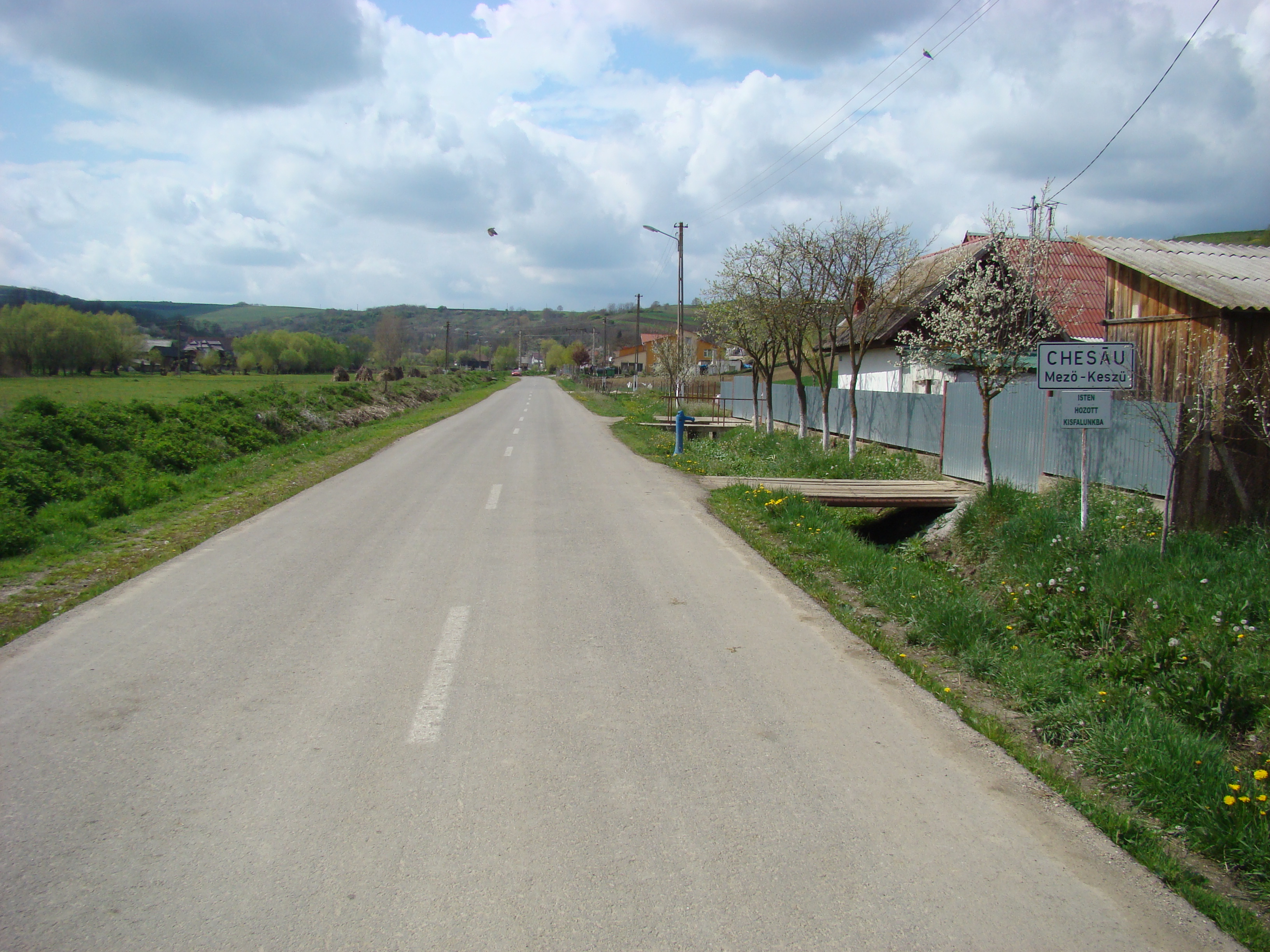
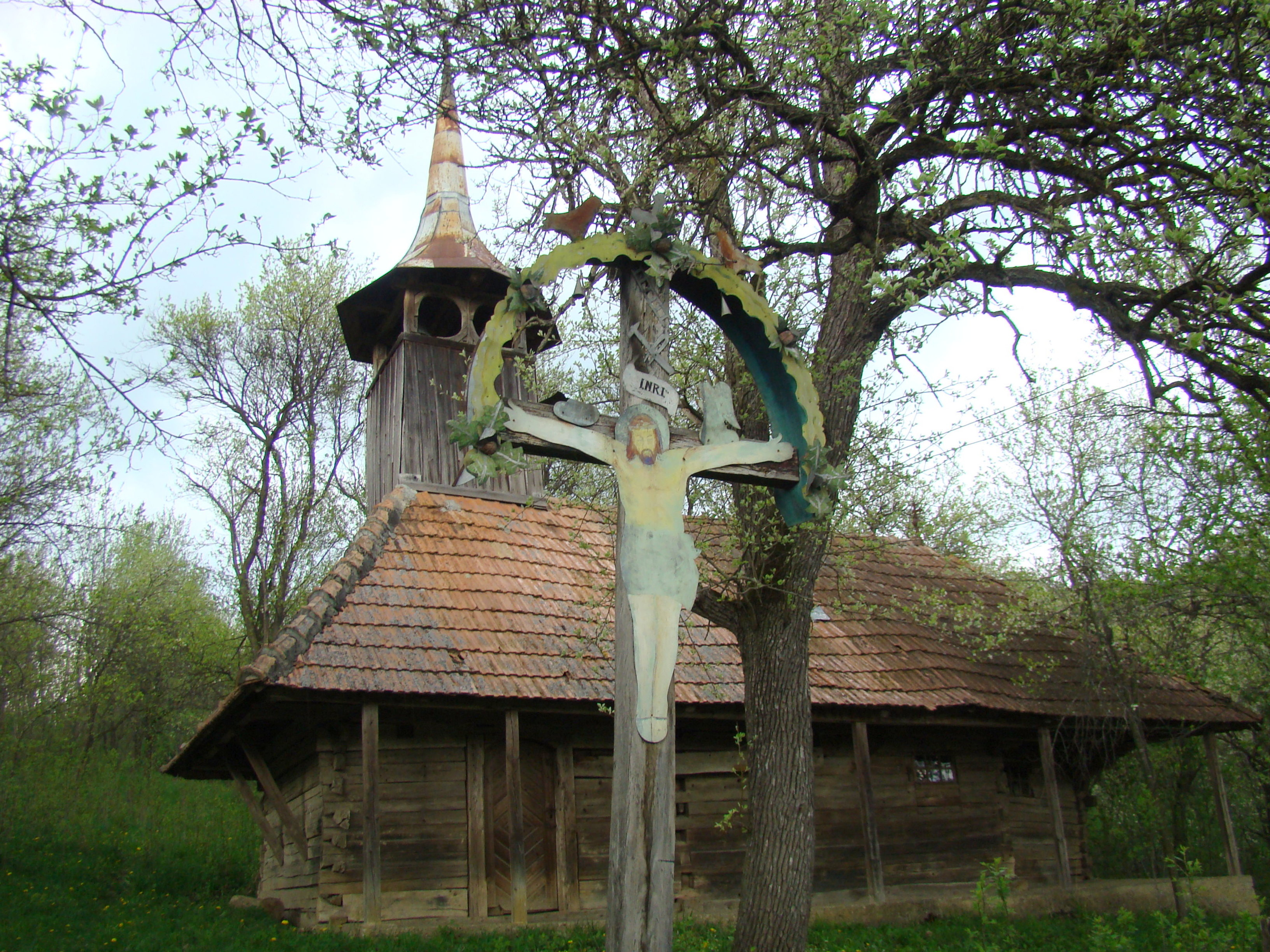
Biserica de lemn (monument istoric)
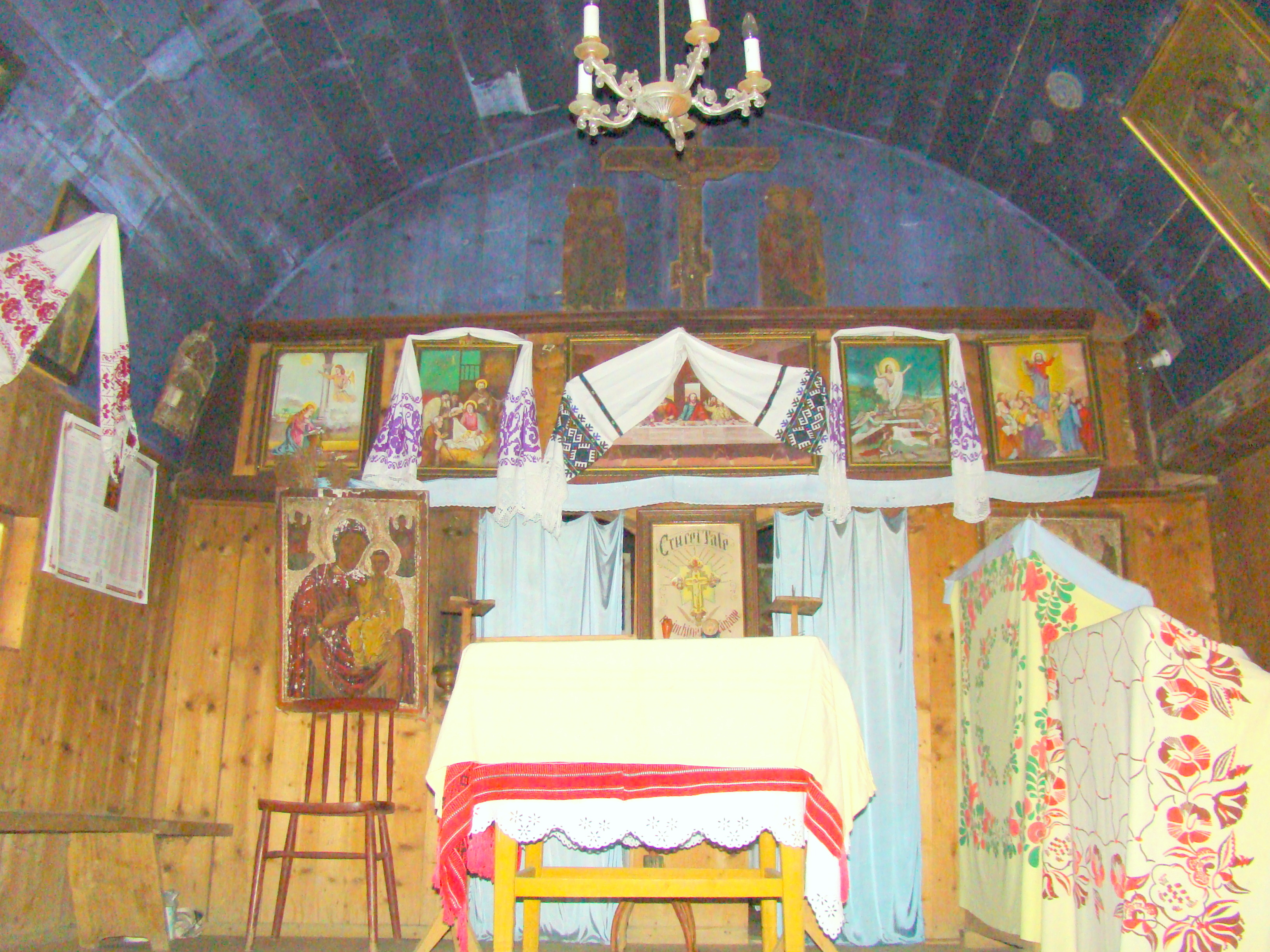
Biserica de lemn (monument istoric)
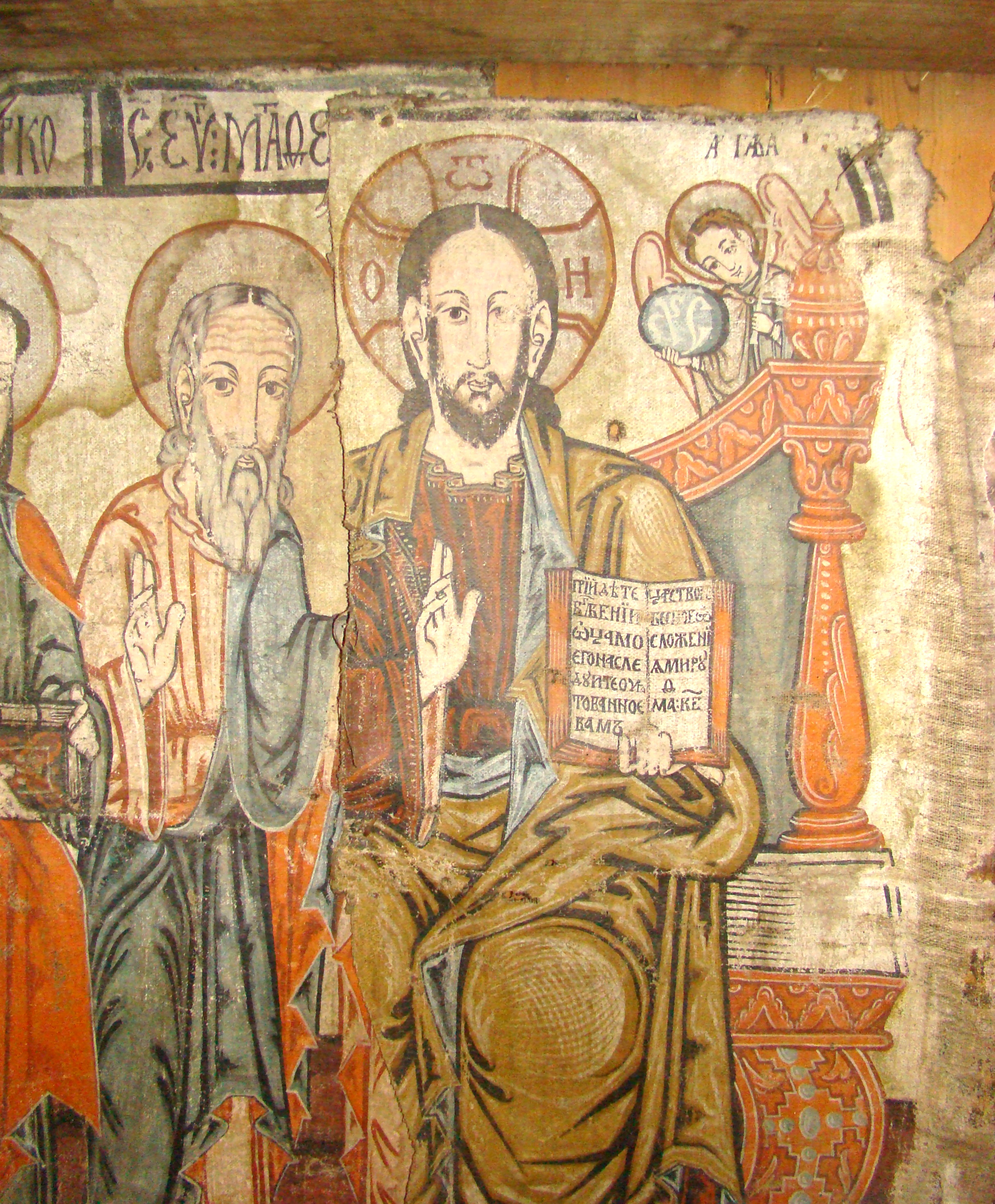
Biserica de lemn (pictura parietală)
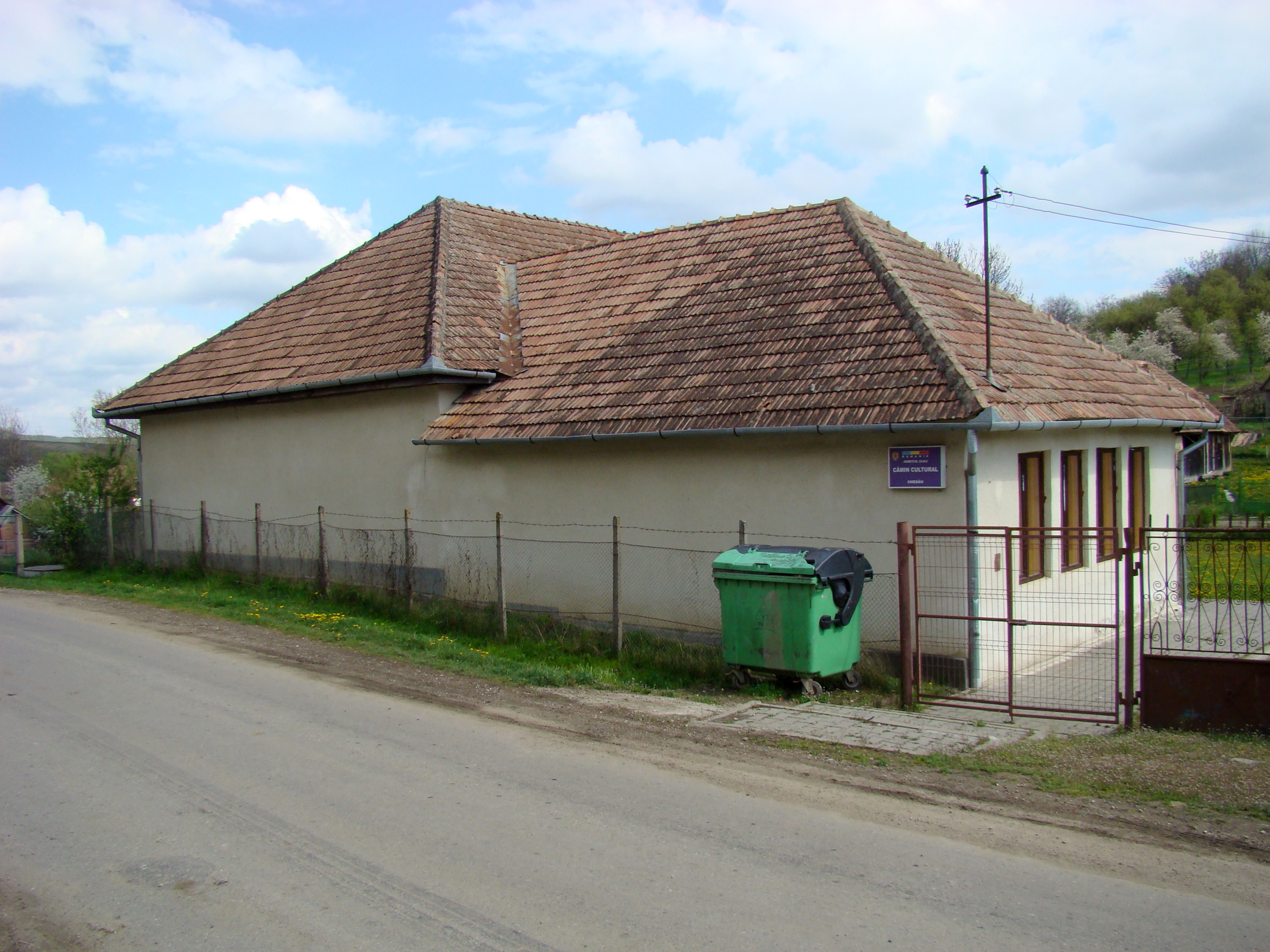
Căminul cultural
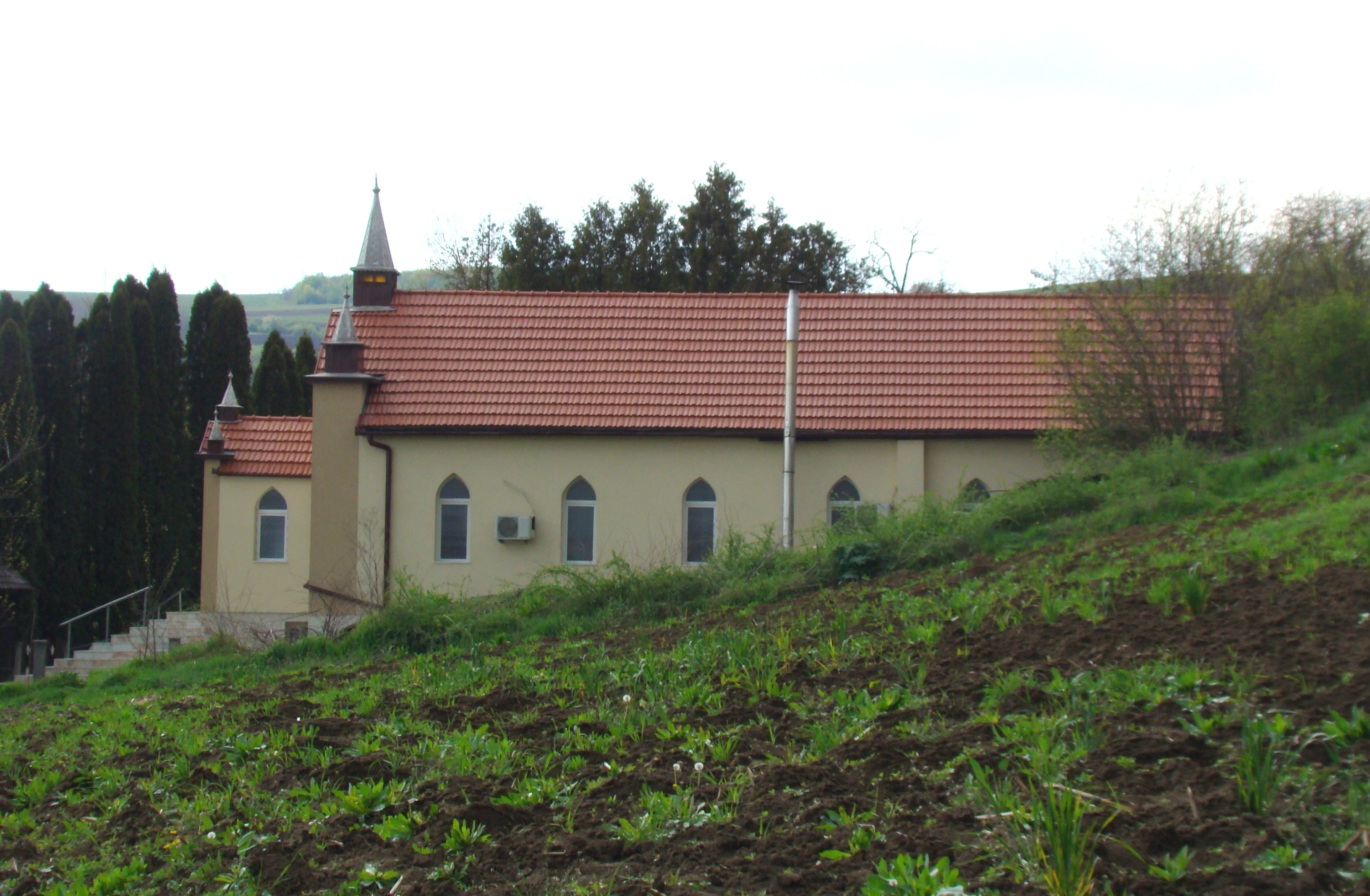
Biserica adventistă
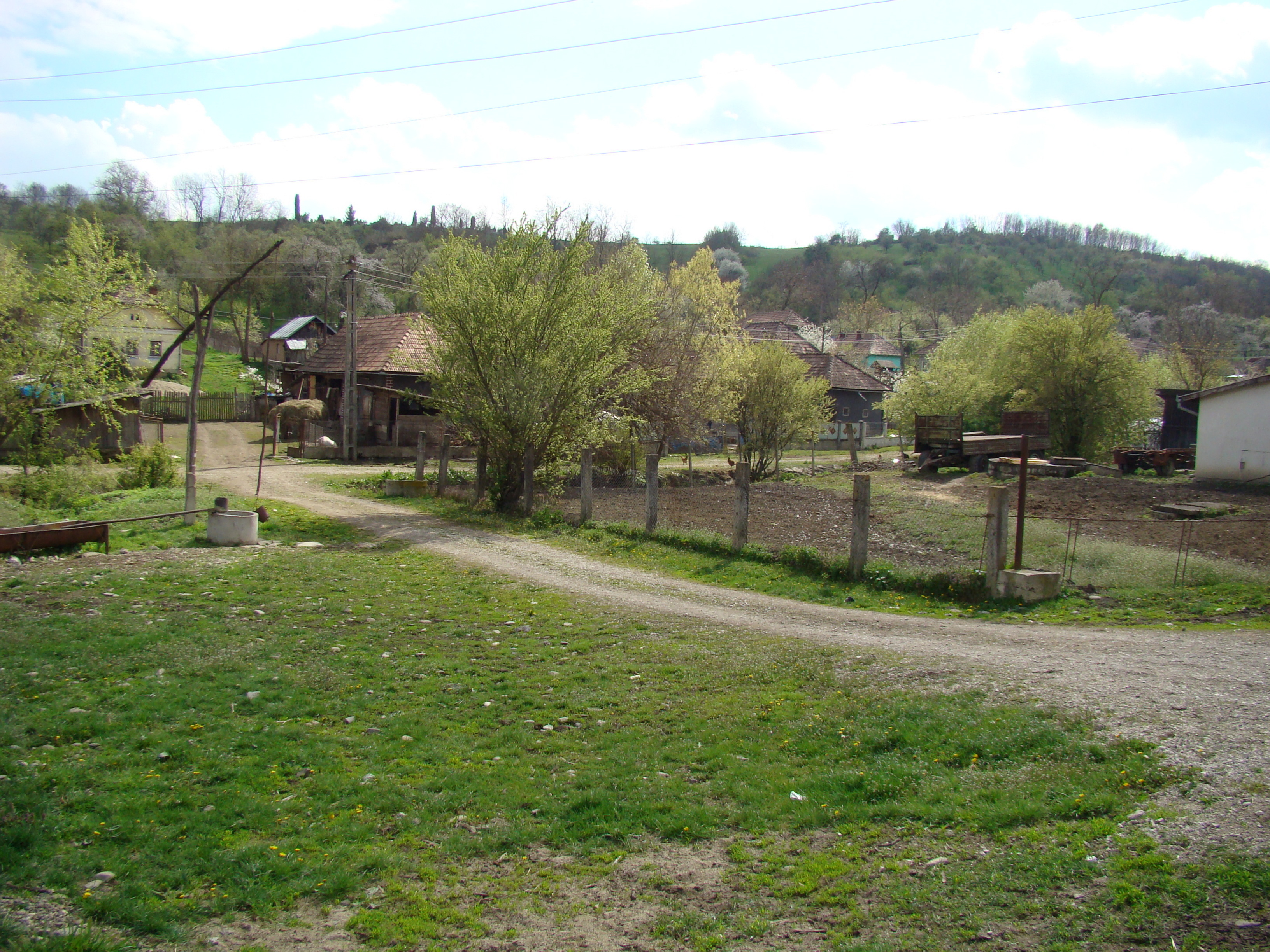
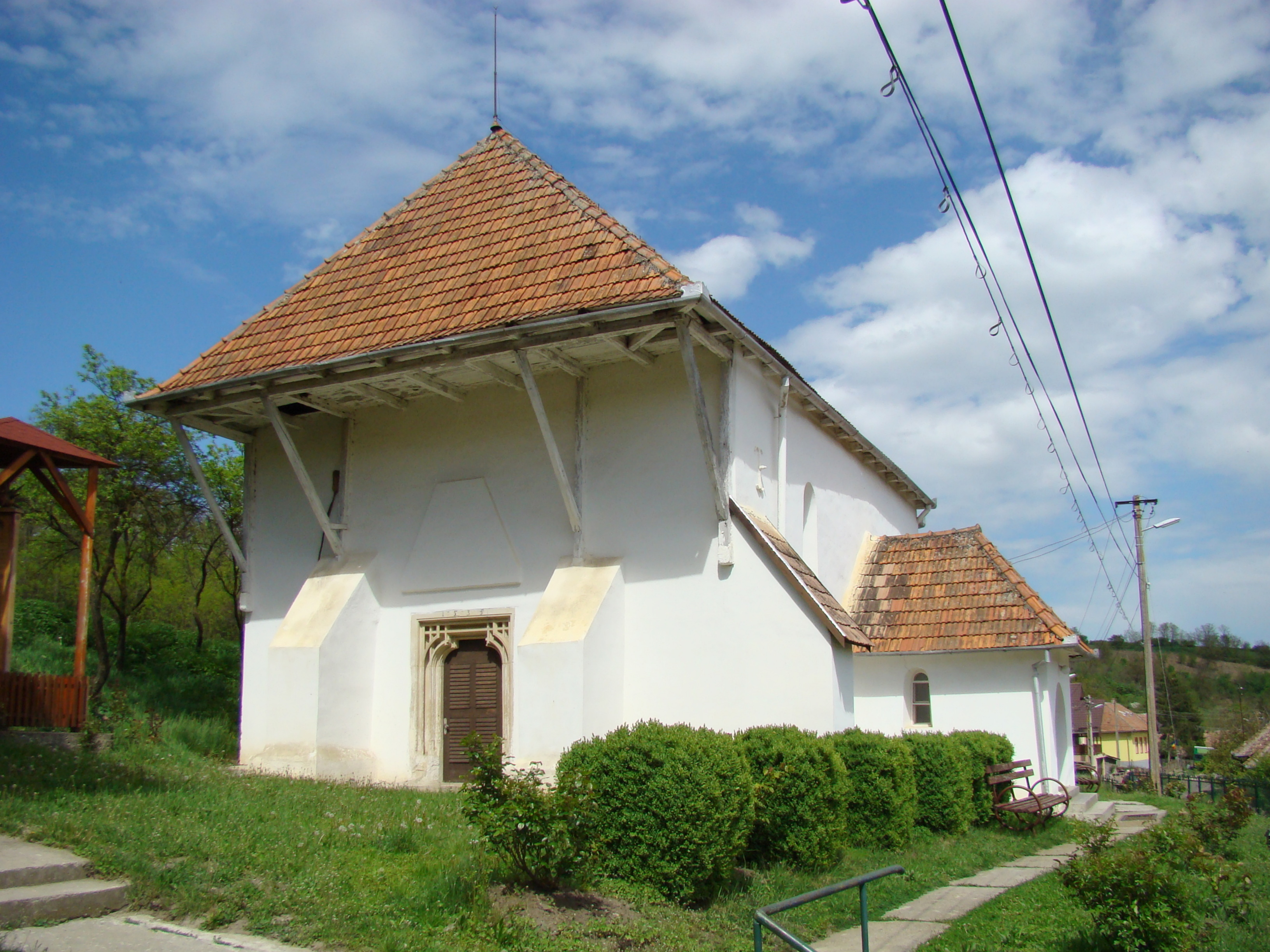
Biserica reformată (monument istoric)
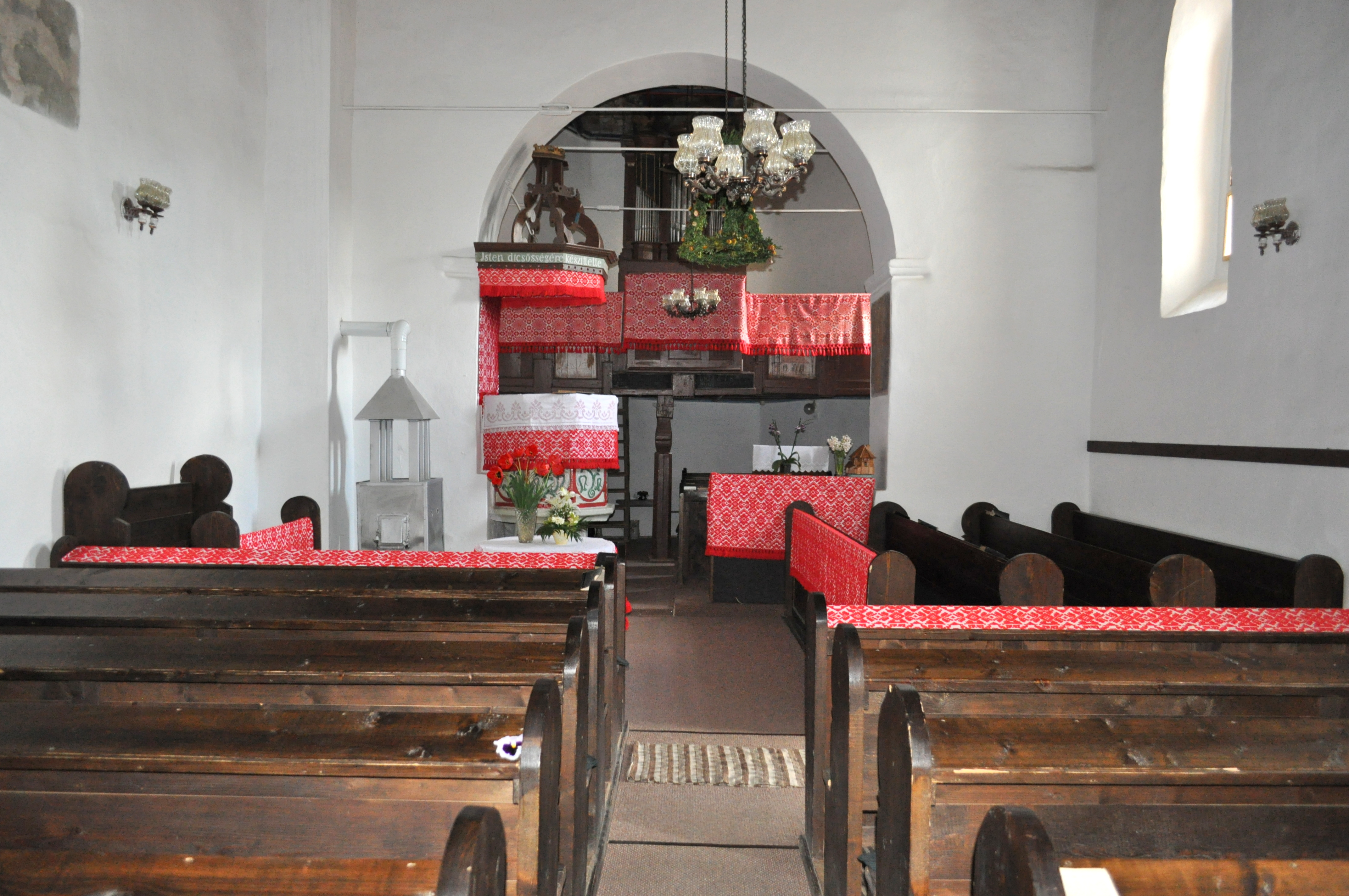
Biserica reformată (monument istoric)
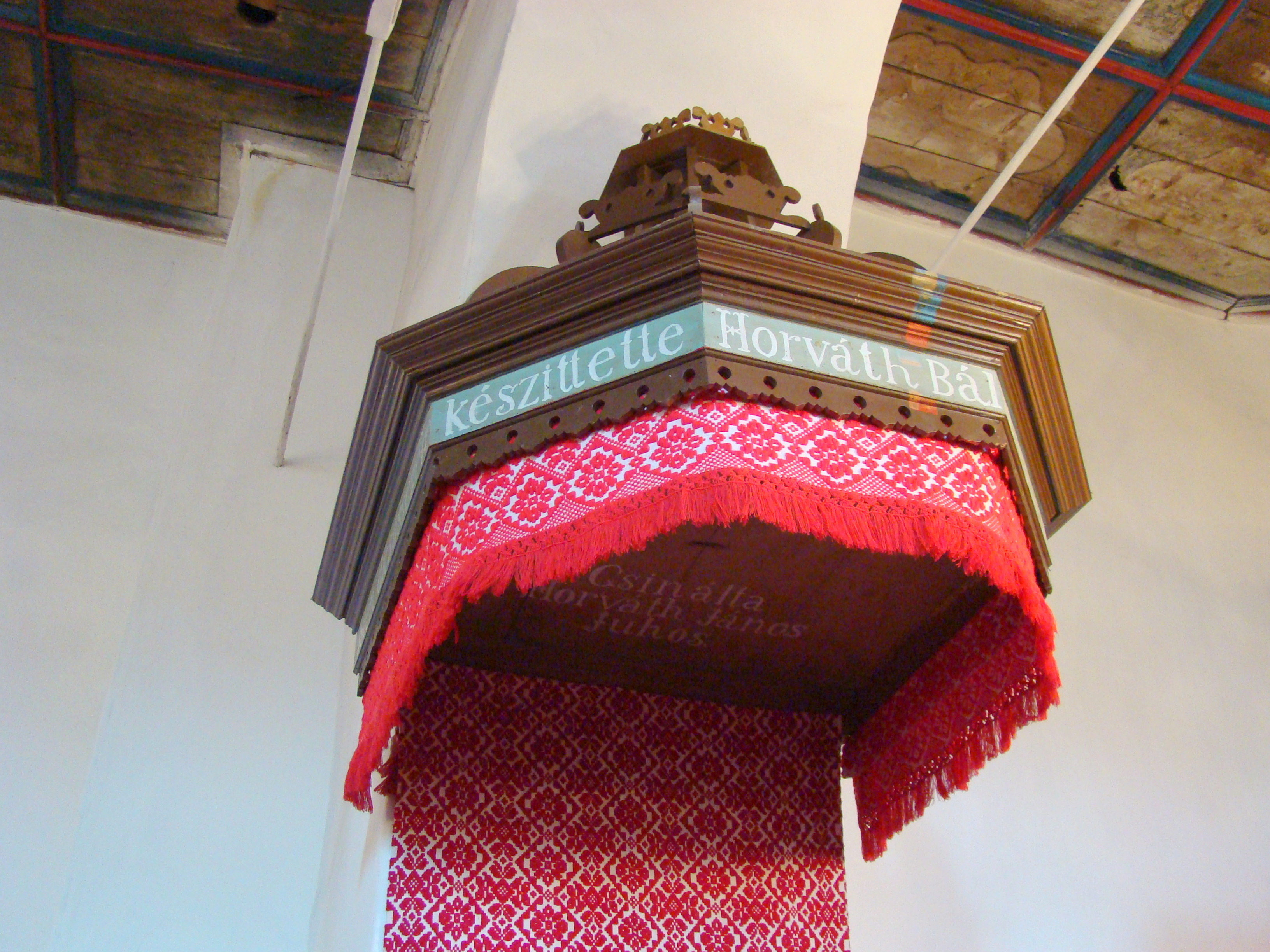
Coroana amvonului
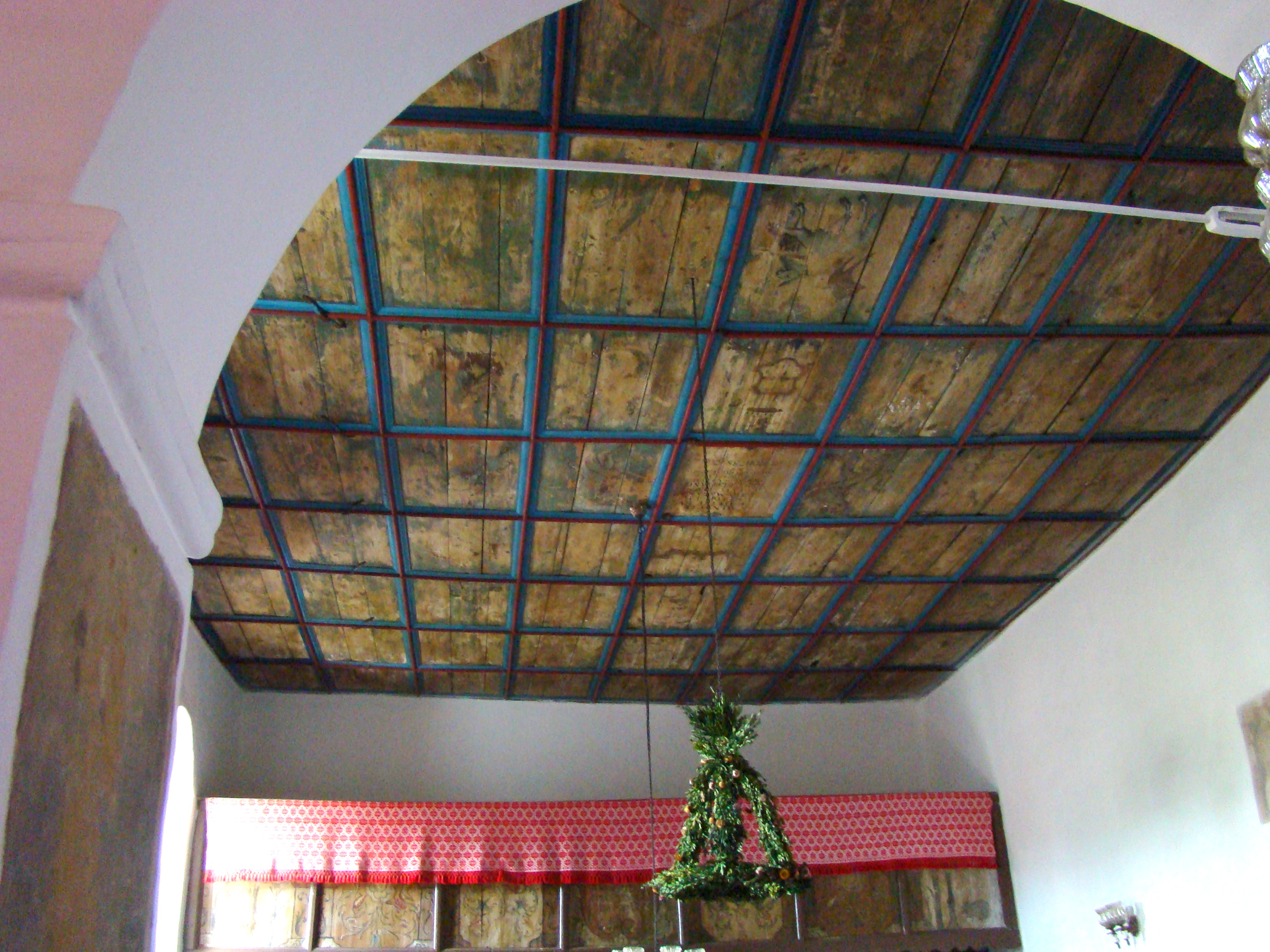
Biserica reformată (tavanul casetat)
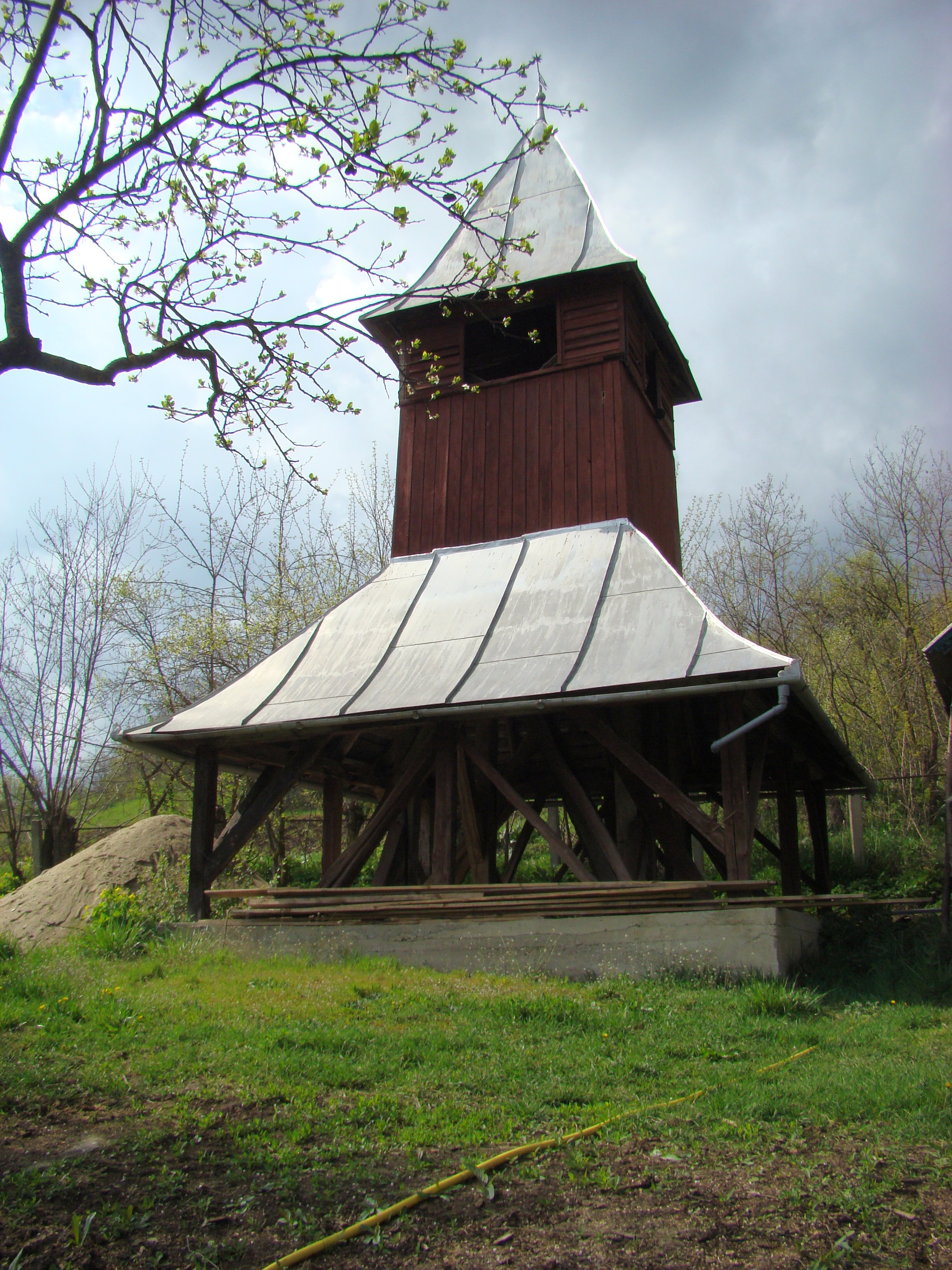
Clopotnița bisericii reformate (monument istoric)

## Legături externe
- Materiale media legate de Chesău la Wikimedia Commons
- hu en  Culegerile de muzică populară din Chesău, Zenetudományi Intézet Hangarchívum, Hungaricana